# Diritti dei minori in Azerbaigian
I diritti dei minori sono i diritti umani dei bambini, con particolare attenzione ai diritti di protezione e cura specifici per i minori.
La Convenzione internazionale sui diritti dell'infanzia del 1989 definisce un bambino come "ogni essere umano avente un'età inferiore a diciott'anni, salvo ai sensi della legge applicabile al bambino, la maggioranza abbia raggiunto prima.
I diritti dei minori sono il loro diritto di associazione con entrambi i genitori, l'identità umana, così come le esigenze di base per la protezione fisica, l'alimentazione, l'istruzione pubblica universale, la salute e le leggi penali, adatti alla loro età e lo sviluppo del bambino, tutela uguale dei diritti civili del bambino, e la libertà dalla discriminazione sulla base della razza del bambino, sesso, orientamento sessuale, identità di genere, l'origine nazionale, religione, disabilità, colore, origine etnica o qualsiasi altra caratteristica.

## Legislazione
Questioni relative alla tutela sociale e giuridica dei diritti dei bambini nel paese sono disciplinate dalla Costituzione della Repubblica di Azerbaigian e da una serie di atti legislativi e regolamentari. Il principale atto normativo in questo settore è la legge della Repubblica dell'Azerbaigian "Sui diritti dei minori", adottata il 19 maggio 1998.
Responsabile dell'attuazione della politica dei bambini nel paese è il Comitato statale per la famiglia, le donne e i bambini. Ma anche un certo numero di organizzazioni che stanno realizzando importanti progetti in questo settore. Il Comitato è stato istituito con il Decreto del Presidente della Repubblica di Azerbaigian il 6 febbraio 2006 ed è un organismo statale. Il Comitato svolge un controllo regolare nelle istituzioni statali, esamina le domande presentate dai cittadini, organizza campagne, corsi di formazione ed eventi per esperti e bambini, ecc.
Di seguito sono elencati diversi articoli sui Diritti dei Minori del Codice della Famiglia dell'Azerbaigian:
Il diritto dei minori di vivere e crescere in famiglia
Ai sensi dell'articolo 49 del Codice della Famiglia della Repubblica dell'Azerbaigian, le persone sotto i 18 anni di età che non hanno acquistato la piena capacità sono considerati come i bambini.
Ogni bambino ha il diritto di vivere e crescere in famiglia, di riconoscere i genitori e di approfittarne della cura, di vivere insieme, salvo nei casi che contraddicono gli interessi del bambino.
Durante l'assenza dei genitori, privazione dei diritti dei genitori o in altre circostanze, quando il bambino è stato privato dalle cure parentali, la parentela nella famiglia del bambino viene fornita dall'autorità esecutiva competente nel modo previsto dal capitolo 18 del Codice della Famiglia.
Il diritto dei minori di comunicare con i genitori e con altri parenti
Secondo l'articolo 50 del Codice della Famiglia della Repubblica di Azerbaigian, il bambino ha il diritto di comunicare con i suoi genitori, nonni, nonne, fratelli, sorelle e altri parenti.
Il divorzio dei genitori o il riconoscimento del matrimonio come invalido, la residenza separata dei genitori non pregiudica i diritti del bambino.
In una residenza separata dei genitori del bambino, egli ha il diritto di comunicare con ciascuno di genitori.
Nel caso di estremità, la criticità come detenzione, arresto, collocamento in un istituto di cura, ecc. il bambino ha il diritto di comunicare con i suoi genitori e parenti secondo le modalità previste dalla legge.
Il diritto dei minori alla protezione
Secondo l'articolo 51 del Codice della Famiglia dell'Azerbaigian, il bambino ha il diritto di proteggere i suoi diritti e gli interessi legittimi.
La tutela dei diritti e degli interessi legittimi dei bambini sono svolti dai genitori e nei casi stabiliti dal presente codice, dall'autorità esecutiva competente e il tribunale.
Secondo la legge, le persone riconosciute come pienamente competenti prima dell'età di maggiorità possono esercitare in modo indipendente i loro diritti e obblighi, tra cui è il diritto alla protezione.
Se i diritti e gli interessi legittimi del bambino sono violati, inclusi il fallimento dei genitori (uno di essi) per adempiere il loro impegno per l'istruzione, educazione dei bambini o abusi dei diritti dei genitori, il bambino ha il diritto di chiedere alla competente autorità esecutiva di proteggere i propri interessi e dopo aver raggiunto i 14 anni autorità giudiziaria.
I funzionari, così come gli altri cittadini, informati che la vita e la salute del bambino sono a rischio o sulla violazione dei suoi diritti e gli interessi legittimi, devono necessariamente informare l'autorità esecutiva competente sul luogo dell'attuale residenza del bambino.
Dopo aver ricevuto informazioni simili, l'organo esecutivo competente deve adottare tutte le misure necessarie per proteggere i diritti e gli interessi legittimi del bambino.

## Partecipazione internazionale
Dopo il ripristino dell'indipendenza, l'Azerbaigian ha ratificato la legge №236, aderito alla Convenzione delle Nazioni Unite "sui Diritti dell'infanzia", 21 luglio 1992.
Inoltre, il Presidente della Repubblica dell'Azerbaigian, dopo otto anni, 6-8 settembre 2000 in occasione del Vertice del Millennio delle Nazioni Unite a New York, ha firmato il Protocollo opzionale - "la questione del coinvolgimento dei bambini nei conflitti armati" e "il traffico di bambini, la prostituzione infantile e la pornografia infantile" della Convenzione internazionale sui diritti dell'infanzia.
Nel 1993, l'Azerbaigian ha aderito alla Dichiarazione Universale del 30 settembre 1990 "Sulla tutela, la conservazione e lo sviluppo dei bambini." L'Azerbaigian ha inoltre adottato la Convenzione sul consenso al matrimonio, sull'età minima di matrimonio e sulla registrazione dei matrimoni nel 1996. Nel 2004 l'Azerbaigian ha aderito alla Convenzione dell'Organizzazione internazionale del lavoro sull'eliminazione delle forme peggiori del lavoro minorile n. 182 e nella sua raccomandazione n. 190, nonché alla Convenzione dell'Aia sull'adozione internazionale. Inoltre, l'Azerbaigian ha adottato la convenzione sull'eliminazione della discriminazione nell'istruzione nel 2006.
Il governo fornisce relazioni periodiche al comitato ONU sui diritti dell'infanzia (UNHCR) sull'attuazione della Convenzione e dei suoi due protocolli opzionali. Inoltre, l'Azerbaigian è un sostenitore della Dichiarazione Universale di "la sopravvivenza, la protezione e lo sviluppo dei bambini".

## Cooperazione con l'UNICEF
Dal 1993 il Fondo delle Nazioni Unite per l'infanzia (UNICEF) esiste in Azerbaigian. Gli obiettivi principali dell'organizzazione sono quelli di creare un ambiente protettivo per tutti i bambini senza alcuna discriminazione. La protezione dei minori da violenza, sfruttamento, abuso e discriminazione è una priorità globale per l'UNICEF.
L'organizzazione ha fornito aiuto umanitario per l'Azerbaigian per un importo di 9,5 mln. Dollari nel 1994-1996, 2,2 milioni di dollari nel 1997 e 2 milioni di dollari nel 1999. L'UNICEF realizza progetti su vasta scala in Azerbaigian. Il bilancio totale dei programmi realizzati dall'UNICEF nel 2005-2009 in Azerbaigian ammontava a 9725000 $. I primi programmi dell'UNICEF sono stati sviluppati non solo per affrontare le priorità di sviluppo nazionali, ma anche per affrontare i bisogni umanitari urgenti. Il primo programma dell'UNICEF per il periodo 1995-1999 si è concentrata sulla necessità immediate come l'immunizzazione, l'assistenza sanitaria, la riabilitazione, l'alimentazione, l'istruzione e la protezione dei minori.
L'UNICEF lavora anche con i partner e le agenzie umanitarie delle Nazioni Unite per rispondere prontamente alle questioni relative ai diritti dei minori. A questo proposito, nel 2005, l'UNICEF ha lanciato un progetto basato sui bambini in conflitto con la legge. Gli obiettivi del progetto includono la sensibilizzazione della polizia, dei giudici e del personale di sicurezza / sicurezza sui diritti umani dei bambini con la legge e l'istituzione di un sistema di rinvio adeguato per aiutare i bambini che sono in contatto con le autorità di contrasto e la giustizia.
Per quanto riguarda il progetto, l'organizzazione ha adottato le seguenti misure:
Misure per l'integrazione dei bambini con disabilità: l'UNICEF cerca di cambiare gli atteggiamenti nei confronti dei bambini con disabilità in Azerbaigian, riformando l'istruzione domestica e analizzando la raccolta dei dati.
Misure per sostenere i bambini di strada: l'UNICEF mira a migliorare i servizi sociali per i bambini a livello comunitario che lavorano per le strade, lavorando con le autorità per la protezione dei minori e le ONG.
Misure per l'istruzione sui rischi di mina: per informare e illuminare i bambini sulle possibili esplosioni di mine o di ordigni inesplosi. UNICEF sta lavorando anche con i partner locali per aggiungere l'educazione di questioni sui rischi di mina al programma scolastico nelle aree frontaliere.
In precedenza, le attività dell'UNICEF hanno aiutato migliaia di bambini attraverso l'assistenza diretta, oggi l'organizzazione si impegna a cambiamento sistemico e di toccare la vita di tutti i bambini in Azerbaigian. Il programma nazionale dell'UNICEF per il periodo 2016-2020 sosterrà l'Azerbaigian nei suoi sforzi per accelerare la realizzazione dei diritti dei minori sanciti nella Convenzione internazionale sui diritti dell'infanzia e per contribuire a risultati relativi ai diritti dei bambini e degli adolescenti previsti in "Azerbaijan 2020": Uno sguardo al futuro "Il concetto di sviluppo, così come altri principi e strategie settoriali".

## UAFA - Assistenza Unita per l'Azerbaigian
Nel 1998, è stata creata l'Assistenza Unita per l'Azerbaigian (UAFA), con lo scopo a "promuovere lo sviluppo a lungo termine della vita in Azerbaigian con particolare attenzione ai bambini, alla salute e all'istruzione". Sebbene l'organizzazione sia registrata nel Regno Unito, ma UAFA funziona esclusivamente in Azerbaigian. Per 17 anni, l'UAFA ha ottenuto ampio riconoscimento sia in Azerbaigian che nel settore internazionale della politica sociale.
L'UAFA ha introdotto progetti innovativi in collaborazione con le agenzie governative per sostenere i bambini disabili e le loro famiglie, i bambini prescolari di famiglie a basso reddito e piccoli gruppi di lavoratori sociali nelle regioni in cui la disabilità, la povertà e la posizione minacciano la stabilità della famiglia.